# Dia Mundial da Televisão

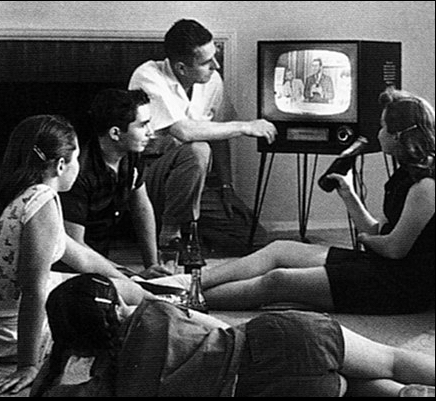
Família assistindo televisão em 1958

O Dia Mundial da Televisão é comemorado em 21 de novembro. Foi proclamado em 1996 pela Assembleia Geral das Nações Unidas com o objetivo de promover o intercâmbio mundial de programas sobre paz, segurança, desenvolvimento econômico e questões sociais e culturais.

## Proclamação
Em 17 de dezembro de 1996, a Assembleia Geral das Nações Unidas na Resolução 51/205 "decide proclamar o Dia Mundial da Televisão em 21 de novembro, em comemoração à data em que o primeiro Fórum Mundial da Televisão foi realizado. Convida todos os Estados-membros a cumprir o Dia Mundial da Televisão, promovendo intercâmbios globais de programas de televisão focados, em particular, em questões como paz, segurança, desenvolvimento econômico e social e promoção do intercâmbio cultural".
A resolução foi considerada o reconhecimento do grande impacto das comunicações geotecnológicas no cenário mundial.